# Fashion Monster
Singles de Kyary Pamyu Pamyu
Candy Candy
(2012) Kimi ni 100 Percent (...)
(2013)
Fashion Monster (ファッションモンスター) est le troisième single physique de la chanteuse japonaise Kyary Pamyu Pamyu.

## Présentation
Le single porte sur le thème de Halloween, et sort en cette occasion le 17 octobre 2012 sur le label Unborde de Warner Music Group, en deux éditions, une régulière et une limitée, avec des couvertures différentes. Le single est écrit, composé et produit par Yasutaka Nakata. Il atteint la 5e place du classement des ventes de l'Oricon, et reste classé pendant 27 semaines.
Le single contient deux chansons originales, qui servent de thèmes musicaux à des publicités. Fashion Monster a été utilisée pour les publicités de g.u. (ジーユー), une marque de vêtement japonaise. 100% no Jibun ni a été utilisée pour une publicité de Suzuki. Il contient un troisième titre, une version remixée de la chanson du premier single physique de la chanteuse, Tsukema Tsukeru . La chanson-titre figurera sur l'album Nanda Collection qui sort l'année suivante ; une version remixée figurera sur le sixième single de la chanteuse, Invader Invader.

## Liste des titres
Toutes les chansons sont écrites et composées par Yasutaka Nakata.
| 1. | Fashion Monster (ファッションモンスター)         | 4:37 |
| 2. | 100% no Jibun ni (100%のじぶんに)                | 3:28 |
| 3. | Tsukema Tsukeru -extended mix- (つけまつける...) | 4:56 |

| 4. | Pamyurevo Medley | 0:45 |